# Si antes te hubiera conocido
Si antes te hubiera conocido (Nederlands: Als ik je eerder had ontmoet) is een nummer van de Colombiaanse zangeres Karol G uit 2024.
In "Si antes te hubiera conocido" zingt Karol G over gemiste kansen, en vraagt ze zich af wat er gebeurd zou zijn als ze haar geliefde eerder had ontmoet. Het nummer werd voornamelijk in Spaanstalige landen een grote hit en bereikte de nummer 1-positie in bijna heel Latijns-Amerika, inclusief Karol G's thuisland Colombia. Ook in niet-Spaanstalige landen werd de plaat een (zomer)hit. Zo bereikte het de 7e positie in de Nederlandse Top 40, terwijl de plaat in de Vlaamse Ultratop 50 een plek hoger kwam dan bij de noorderburen. Hiermee was het voor het eerst dat Karol G met een eigen nummer een hit scoorde in het Nederlandse taalgebied.

## Tracklijst
Muziekdownload
1. "Si antes te hubiera conocido" - 3:16